# 野麦峠
野麦峠（のむぎとうげ）は、岐阜県高山市と長野県松本市の県境に位置し、飛騨国と信濃国を結ぶ鎌倉街道・江戸街道と呼ばれる街道の峠。乗鞍岳と鎌ヶ峰の間にあり、標高1,672 mの地点にある。長野県道・岐阜県道39号奈川野麦高根線が通っている。1968年に発表された山本茂実『あゝ野麦峠』の舞台でもある。

## 概要

『あゝ飛騨が見える』と言い残して死亡した政井みね（右）

古来から野麦街道最大の難所として知られ、能登で取れたブリを飛騨を経由して信州へと運ぶ道筋であった。野麦峠には、日本最高所の水準点がおかれている。北に乗鞍岳、南に御嶽山が望まれ景観が素晴らしい。
峠の名は、峠に群生する隈笹が10年に一度、麦の穂に似た実を付けることがあり、土地の人に「野麦」と呼ばれていたことによる。凶作の時にはこの実を採って団子にし、飢えをしのいだ。また小説によれば、就労先で妊娠し、厳しい峠越えの最中に胎児を流産する工女も少なくなかった。故に野産み峠となり、野麦峠となった、とある。
奈良時代に信濃国と飛騨国を結ぶ官道として開かれたといわれている。
江戸時代に高山が天領となってからは代官が往来に利用したほか、越中富山の薬売りが各地に出向く際にも利用された。しかし、峠道は厳しく、幕府は願い出を受けて天保の頃に頂上に「お助け小屋」を設置した。
明治の初めから大正にかけては、当時の主力輸出産業であった生糸工業で発展していた諏訪地方の岡谷へ、現金収入の乏しい飛騨の村々の女性（多くは10代の少女）が女工として出稼ぎのためにこの峠を越えた。この史実は、1968年に発表された山本茂実（やまもと・しげみ）のノンフィクション『あゝ野麦峠』で全国的に有名になった。
1911年（明治44年）の中央線開通で歩いて峠越えをする人は少なくなり、1934年（昭和9年）の高山線全通で主に地元住民が利用するだけになった。一方で1968年に山本茂実の『あゝ野麦峠』がベストセラーとなってからは全国から観光客が訪れるようになった。
その後、1997年（平成9年）には乗鞍岳の北を越える安房峠（国道158号）に安房トンネル（中部縦貫自動車道の一部）が開通した。また木曽方面へも鎌ヶ峰の南の長峰峠（国道361号）が主要道路となったため、野麦峠は観光道路としての往来が主になっている。
冬季は積雪のために1年間のうち約半年間は通行止めとなり、11月10日ごろから閉鎖の準備に入り、翌年5月1日に峠開きを行う。また日本の秘境100選の一つに選ばれている。
岐阜県側は県立自然公園として旧街道を利用したハイキングコースが整備されており、長野県側では県史跡として旧街道の一部を保存している。

## 野麦街道最大の難所
野麦峠は、野麦街道の野麦峠越えの道の途中に「お助け小屋」とよばれる避難小屋があるほど、交通の難所として知られている。明治時代には飛騨地方で現金収入が乏しく貧しい農村の13歳前後の少女たちが、諏訪湖畔の製糸工場まで野麦峠を越えて通っており、年の暮れに稼いだ金を故郷へ届けるために、雪深い冬の険しい野麦峠を徒歩で再び越えて飛騨へ向かっていた。厳冬期の野麦峠は猛吹雪や雪崩にも見舞われ、野麦峠越えの途中で（遭難して）命を落とす少女たちも少なくなかったといわれる。

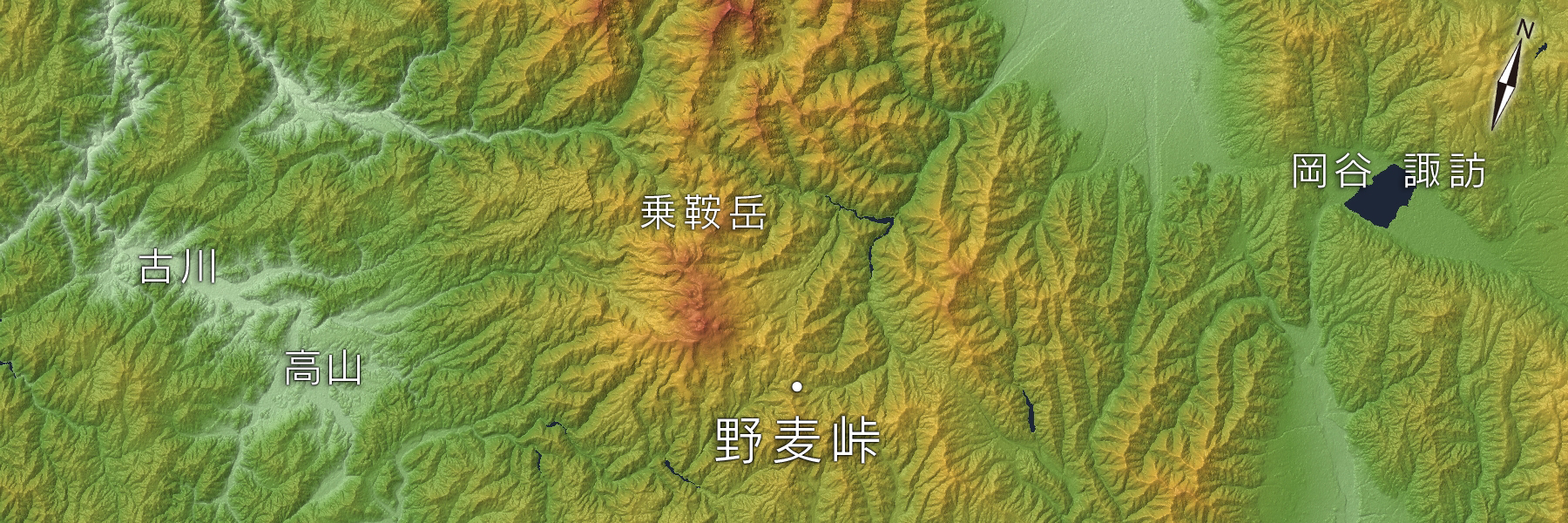
野麦峠周辺の地形図。『あゝ野麦峠』の道のりでは、右上の松本盆地を経由する。

## 資料施設
天保の頃に頂上に建てられた「お助け小屋」は長年放置され第二次世界大戦の終戦直後に積雪で倒壊していたが、休憩などの観光施設として再現されることになり、1970年（昭和45年）10月にオープンした。
1991年には野麦峠の歴史を紹介する映像や、長野県の製糸工場に働きに出た工女の様子を紹介する資料館「野麦峠の館」が開館した。しかし、老朽化等により2022年3月末に閉館することになり、資料の一部は隣接する観光施設「お助け小屋」に移して展示されることになった。